# Redonda
Redonda, nicht zu verwechseln mit der kleinen Felseninsel Little Redonda bei Montserrat, ist eine unbewohnte Insel im Karibischen Meer, die hauptsächlich aus einem steil aus dem Meer ragenden, erloschenen Vulkan besteht. Sie liegt etwa in der Mitte zwischen Montserrat im Südosten und Nevis im Nordwesten. Politisch gehört die Insel als abhängiges Gebiet (dependency) zu Antigua und Barbuda. Sie befindet sich etwa 54 Kilometer westsüdwestlich der Hauptinsel Antigua, von wo aus sie auch zu sehen ist.

## Geographie
Die Insel hat eine Fläche von knapp 60 Hektar (1,6 × 0,5 km) und ragt steil aus dem Wasser; der höchste Punkt, King Juan’s Peak, liegt 296 Meter über dem Meeresspiegel. Sie weist nur eine größere ebene Fläche am Südende auf, etwa 4000 m² groß und 230 m über dem Meer, sowie einen kleinen Strandabschnitt. Der Strand kann per Boot erreicht werden, die Hochfläche der Insel mit dem Hubschrauber.

### Natur
Die ganze Insel mit umliegendem Meeresgebiet ist von BirdLife International als bedeutendes Gebiet für Vögel, als Redonda Important Bird Area (AG001)  beschrieben, ein Areal im Ausmaß von 720 Hektar. Die Insel entspricht dem Kriterium B4ii (bedeutendes Verbreitungsgebiet). Heimisch sind hier insbesondere etwa 500 Prachtfregattvögel (Fregata magnificens), und es brüten über 150 Maskentölpel (Sula dactylatra) und je 300 Rotfußtölpel (Sula sula) und Weißbauchtölpel (Sula leucogaster). Die Insel gehört auch zur Endemic Bird Area Lesser Antilles (Kleine Antillen). Eine nationale Unterschutzstellung steht aus.
Außerdem gibt es hier sechs Reptilienarten, von denen drei endemisch sind: Pholidoscelis atratus (eine Schienenechse), Anolis nubilus (eine Saumfingerechse) und eine mögliche neue Unterart der Kugelfingergeckos (Sphaerodactylus sp). Gesichtet wurden hier auch die gefährdete Grüne Meeresschildkröte (Chelonia mydas) und die stark bedrohte Echte Karettschildkröte (Eretmochelys imbricata).
Die von den Bergarbeitern zurückgelassenen Ziegen und Ratten haben die Vegetation der Insel fast vollständig vernichtet. Daher beschloss man die Ziegen und Ratten zu entfernen, was bis März 2017 umgesetzt war. Seit dieser Zeit erholen sich die einheimischen Pflanzen und Tiere, es wachsen wieder Bäume und Sträucher und auch die Seevögel haben die Insel als Brutgebiet wiederentdeckt.

## Geschichte

### Entdeckung
Christoph Kolumbus entdeckte Redonda am 14. November 1493 auf seiner zweiten Amerikareise, nahm sie für die spanische Krone in Besitz und gab ihr den Namen Santa Maria Redonda, wohl nach dem Pantheon in Rom, der Kirche Santa Maria Rotunda. Maria wird unter diesem Titel etwa auch in der Kirche Santa María de la Redonda in Logroño verehrt. Kolumbus hat die Insel nicht betreten, sondern nur auf der Fahrt von Guadeloupe nach Saint Croix dort geankert.

### Britische Bergbaukolonie
In den 1860er-Jahren wurde die Insel von den Briten in Besitz genommen.
In den folgenden Jahrzehnten wurden die Phosphat-Vorkommen (Guano) der Insel ausgebeutet (Fördermenge: bis zu 7000 Tonnen jährlich). Dies ist der einzige Zeitabschnitt, zu dem Redonda bewohnt war (Einwohnerzahl 1901: 120).
Während des Ersten Weltkriegs kam der Bergbau zum Erliegen und die Arbeiter verließen Redonda, das seither unbewohnt geblieben ist. Die verfallenen Gebäude stehen bis heute auf der Insel.

### Königreich Redonda

Flagge des „Königreichs Redonda“

Der Schriftsteller und Autor der Phantastik M. P. Shiel erzählte als Erster die Geschichte des Königreichs Redonda. Demnach soll sein Vater Matthew Dowdy Shiell 1865 auf Redonda gelandet sein und die unbewohnte Insel für sich beansprucht haben. Als sein Sohn am 20. Juli 1880 seinen 15. Geburtstag hatte, kehrte Vater Shiell mit einer Gesellschaft von Freunden, darunter dem Bischof von Antigua, nach Redonda zurück und ließ seinen Sohn als Filipe I. zum König der Insel ausrufen. Der Anspruch Shiells wurde von der britischen Regierung erwartungsgemäß nicht anerkannt und Shiell führte eine 15 Jahre währende Auseinandersetzung um dessen Durchsetzung.
Sein Sohn unternahm nichts in dieser Richtung, nutzte allerdings seine „Königswürde“, um seine Freunde und Bekannten mit Titeln und Würden zu versehen. So war der Verleger Victor Gollancz Großherzog von Redonda, Alfred A. Knopf, Ellery Queen und Dylan Thomas wurden Herzöge. Nach Shiels Tod wurde dessen Freund und Nachlassverwalter John Gawsworth als Juan I. Nachfolger als König. Damit wurde eine „literarische Dynastie“ begründet, die bis zu Javier Marías reicht. Die Hauptpflicht des jeweiligen Königs ist es, sich der Verbreitung des Werks von M. P. Shiel anzunehmen. Die Thronfolge ist jedoch nach Gawsworths Tod 1967 umstritten, so dass es gegenwärtig mindestens vier rivalisierende Prätendenten für den Thron gibt.